# Camma (sacerdotessa)
Camma era una sacerdotessa del tempio di Diana di Calatia, e moglie di Sinare.
Sinorx, un uomo potente che si era invaghito perdutamente di lei, fece assassinare il marito con il fine di poi poterla possedere.
Camma, dopo avere resistito a tutti i doni e le sollecitazioni di Sinorx e temendo che questi passasse alla violenza, finse di consentire a sposarlo. Quindi lo fece venire nel tempio di Diana col pretesto di rendere la loro unione più solenne. Vi era il costume per la cerimonia nuziale che gli sposi bevessero insieme nella medesima tazza: Camma, dopo di aver pronunziato il consueto giuramento matrimoniale, prese la tazza che aveva riempito con un potente veleno e, dopo aver bevuto, la presentò a Sinorx che, non avendo di che sospettare, bevve senza la minima diffidenza tutto il restante liquore della tazza.
Camma, vedendo  la sua vendetta compiuta,  con un trasporto di gioia gridò: "Io muoio contenta perché ho vendicato il mio sposo". Dopodiché spirarono entrambi.